# Tour de Valônia de 2018
A 45.ª edição do Tour de Valônia celebrou-se entre o 22 e o 26 de julho de 2018 com início na cidade de Stavelot e final na cidade de Thuin na Bélgica. O percurso consistiu de um total de 5 etapas sobre uma distância total de 916,1 km.
A carreira fez parte do circuito UCI Europe Tour de 2018 dentro da categoria 2.hc e foi vencida pelo ciclista belga Tim Wellens da equipa Lotto Soudal. O pódio completaram-no os também belgas Quentin Hermans da equipa Telenet Fidea Lions e Pieter Serry da equipa Quick-Step Floors.

## Equipas participantes
Tomaram parte na carreira 20 equipas: 6 de categoria UCI WorldTeam; 11 de categoria Profissional Continental; e 3 de categoria Continental. Formando assim um pelotão de 140 ciclistas dos que acabaram 114. As equipas participantes foram:
| Equipes WorldTeam (7)- AG2R La Mondiale - BMC Racing Team - Groupama-FDJ - Katusha-Alpecin - Lotto NL-Jumbo - Lotto Soudal - Quick-Step Floors Equipes profissionais Continentais (11)- Aqua Blue Sport - Cofidis, Solutions Crédits - Delko-Marseille Provence-KTM - Direct Énergie - Fortuneo-Samsic - Gazprom-RusVelo - Roompot-Nederlandse Loterij - Sport Vlaanderen-Baloise - Vérandas Willems-Crelan - Wanty-Groupe Gobert - WB-Aqua Protect-Veranclassic Equipes Continentais (3)- AGO-Aqua Service - Armée de terre - Telenet-Fidea Lions |
| |

## Percorrido
O Tour de Valônia dispôs de cinco etapas para um percurso total de 916,1 quilómetros.

## Desenvolvimento da carreira

### 1.ª etapa
| \| Classificação por etapas \| Classificação por etapas \| Classificação por etapas \| Classificação por etapas \| Classificação por etapas \| \| Ciclista \| Ciclista \| Equipe \| Tempo \| \| \| ------------------------ \| ------------------------ \| --------------------------- \| ------------------------ \| ------------------------ \| \| 1. \| Romain Cardis \| Direct Énergie \| 4h25m57s \| \| \| 2. \| Michael Van Staeyen \| Cofidis, Solutions Crédits \| + 0s \| \| \| 3. \| Edward Planckaert \| Sport Vlaanderen-Baloise \| + 0s \| \| \| 4. \| Viacheslav Kuznetsov \| Katusha-Alpecin \| + 0s \| \| \| 5. \| Jonas Van Genechten \| Vital Concept \| + 0s \| \| \| 6. \| Corné van Kessel \| Telenet-Fidea Lions \| + 0s \| \| \| 7. \| Nick van der Lijke \| Roompot-Nederlandse Loterij \| + 0s \| \| \| 8. \| Zico Waeytens \| Verandas Willems-Crelan \| + 0s \| \| \| 9. \| Hugo Hofstetter \| Cofidis, Solutions Crédits \| + 0s \| \| \| 10. \| Tom Wirtgen \| AGO-Aqua Service \| + 0s \| \| |                      |                             |          |
| |                      |                             |          |
| Fonte: ProCyclingStats |                      |                             |          |
| Classificação por etapas |                      |                             |          |
| Ciclista | Ciclista             | Equipe                      | Tempo    |
| 1. | Romain Cardis        | Direct Énergie              | 4h25m57s |
| 2. | Michael Van Staeyen  | Cofidis, Solutions Crédits  | + 0s     |
| 3. | Edward Planckaert    | Sport Vlaanderen-Baloise    | + 0s     |
| 4. | Viacheslav Kuznetsov | Katusha-Alpecin             | + 0s     |
| 5. | Jonas Van Genechten  | Vital Concept               | + 0s     |
| 6. | Corné van Kessel     | Telenet-Fidea Lions         | + 0s     |
| 7. | Nick van der Lijke   | Roompot-Nederlandse Loterij | + 0s     |
| 8. | Zico Waeytens        | Verandas Willems-Crelan     | + 0s     |
| 9. | Hugo Hofstetter      | Cofidis, Solutions Crédits  | + 0s     |
| 10. | Tom Wirtgen          | AGO-Aqua Service            | + 0s     |

| \| Classificação geral \| Classificação geral \| Classificação geral \| Classificação geral \| Classificação geral \| \| Ciclista \| Ciclista \| Equipe \| Tempo \| \| \| ------------------- \| -------------------- \| ------------------------------ \| ------------------- \| ------------------- \| \| 1. \| Romain Cardis \| Direct Énergie \| 4h25m47s \| \| \| 2. \| Quinten Hermans \| Telenet-Fidea Lions \| + 3s \| \| \| 3. \| Michael Van Staeyen \| Cofidis, Solutions Crédits \| + 4s \| \| \| 4. \| Edward Planckaert \| Sport Vlaanderen-Baloise \| + 6s \| \| \| 5. \| Steven Tronet \| Armée de Terre \| + 8s \| \| \| 6. \| Michael Boroš \| Pauwels Sauzen-Vastgoedservice \| + 9s \| \| \| 7. \| Viacheslav Kuznetsov \| Katusha-Alpecin \| + 10s \| \| \| 8. \| Jonas Van Genechten \| Vital Concept \| + 10s \| \| \| 9. \| Corné van Kessel \| Telenet-Fidea Lions \| + 10s \| \| \| 10. \| Nick van der Lijke \| Roompot-Nederlandse Loterij \| + 10s \| \| |                      |                                |          |
| |                      |                                |          |
| Fonte: ProCyclingStats |                      |                                |          |
| Classificação geral |                      |                                |          |
| Ciclista | Ciclista             | Equipe                         | Tempo    |
| 1. | Romain Cardis        | Direct Énergie                 | 4h25m47s |
| 2. | Quinten Hermans      | Telenet-Fidea Lions            | + 3s     |
| 3. | Michael Van Staeyen  | Cofidis, Solutions Crédits     | + 4s     |
| 4. | Edward Planckaert    | Sport Vlaanderen-Baloise       | + 6s     |
| 5. | Steven Tronet        | Armée de Terre                 | + 8s     |
| 6. | Michael Boroš        | Pauwels Sauzen-Vastgoedservice | + 9s     |
| 7. | Viacheslav Kuznetsov | Katusha-Alpecin                | + 10s    |
| 8. | Jonas Van Genechten  | Vital Concept                  | + 10s    |
| 9. | Corné van Kessel     | Telenet-Fidea Lions            | + 10s    |
| 10. | Nick van der Lijke   | Roompot-Nederlandse Loterij    | + 10s    |

### 2.ª etapa
| Chaudfontaine - Seraing | etapa escarpada | (192,8 km) |

| \| Classificação por etapas \| Classificação por etapas \| Classificação por etapas \| Classificação por etapas \| Classificação por etapas \| \| Ciclista \| Ciclista \| Equipe \| Tempo \| \| \| ------------------------ \| ------------------------ \| ------------------------ \| ------------------------ \| ------------------------ \| \| 1. \| Tim Wellens \| Lotto-Soudal \| 4h06m56s \| \| \| 2. \| Pieter Serry \| Quick-Step Floors \| + 0s \| \| \| 3. \| Quentin Pacher \| Vital Concept \| + 0s \| \| \| 4. \| Jhonatan Narváez \| Quick-Step Floors \| + 0s \| \| \| 5. \| Odd Christian Eiking \| Wanty-Groupe Gobert \| + 0s \| \| \| 6. \| Viacheslav Kuznetsov \| Katusha-Alpecin \| + 0s \| \| \| 7. \| Frederik Backaert \| Wanty-Groupe Gobert \| + 0s \| \| \| 8. \| Fabio Aru \| UAE Team Emirates \| + 0s \| \| \| 9. \| Kevin Deltombe \| Sport Vlaanderen-Baloise \| + 0s \| \| \| 10. \| Enric Mas \| Quick-Step Floors \| + 0s \| \| |                      |                          |          |
| |                      |                          |          |
| Fonte: ProCyclingStats |                      |                          |          |
| Classificação por etapas |                      |                          |          |
| Ciclista | Ciclista             | Equipe                   | Tempo    |
| 1. | Tim Wellens          | Lotto-Soudal             | 4h06m56s |
| 2. | Pieter Serry         | Quick-Step Floors        | + 0s     |
| 3. | Quentin Pacher       | Vital Concept            | + 0s     |
| 4. | Jhonatan Narváez     | Quick-Step Floors        | + 0s     |
| 5. | Odd Christian Eiking | Wanty-Groupe Gobert      | + 0s     |
| 6. | Viacheslav Kuznetsov | Katusha-Alpecin          | + 0s     |
| 7. | Frederik Backaert    | Wanty-Groupe Gobert      | + 0s     |
| 8. | Fabio Aru            | UAE Team Emirates        | + 0s     |
| 9. | Kevin Deltombe       | Sport Vlaanderen-Baloise | + 0s     |
| 10. | Enric Mas            | Quick-Step Floors        | + 0s     |

| \| Classificação geral \| Classificação geral \| Classificação geral \| Classificação geral \| Classificação geral \| \| Ciclista \| Ciclista \| Equipe \| Tempo \| \| \| ------------------- \| -------------------- \| ------------------------ \| ------------------- \| ------------------- \| \| 1. \| Tim Wellens \| Lotto-Soudal \| 8h32m43s \| \| \| 2. \| Pieter Serry \| Quick-Step Floors \| + 4s \| \| \| 3. \| Quentin Pacher \| Vital Concept \| + 6s \| \| \| 4. \| Viacheslav Kuznetsov \| Katusha-Alpecin \| + 10s \| \| \| 5. \| Jhonatan Narváez \| Quick-Step Floors \| + 10s \| \| \| 6. \| Frederik Backaert \| Wanty-Groupe Gobert \| + 10s \| \| \| 7. \| Kevin Deltombe \| Sport Vlaanderen-Baloise \| + 10s \| \| \| 8. \| Romain Cardis \| Direct Énergie \| + 10s \| \| \| 9. \| Fabio Aru \| UAE Team Emirates \| + 10s \| \| \| 10. \| Tiago Machado \| Katusha-Alpecin \| + 10s \| \| |                      |                          |          |
| |                      |                          |          |
| Fonte: ProCyclingStats |                      |                          |          |
| Classificação geral |                      |                          |          |
| Ciclista | Ciclista             | Equipe                   | Tempo    |
| 1. | Tim Wellens          | Lotto-Soudal             | 8h32m43s |
| 2. | Pieter Serry         | Quick-Step Floors        | + 4s     |
| 3. | Quentin Pacher       | Vital Concept            | + 6s     |
| 4. | Viacheslav Kuznetsov | Katusha-Alpecin          | + 10s    |
| 5. | Jhonatan Narváez     | Quick-Step Floors        | + 10s    |
| 6. | Frederik Backaert    | Wanty-Groupe Gobert      | + 10s    |
| 7. | Kevin Deltombe       | Sport Vlaanderen-Baloise | + 10s    |
| 8. | Romain Cardis        | Direct Énergie           | + 10s    |
| 9. | Fabio Aru            | UAE Team Emirates        | + 10s    |
| 10. | Tiago Machado        | Katusha-Alpecin          | + 10s    |

### 3.ª etapa
| Arlon - Houffalize | etapa escarpada | (181,4 km) |

| \| Classificação por etapas \| Classificação por etapas \| Classificação por etapas \| Classificação por etapas \| Classificação por etapas \| \| Ciclista \| Ciclista \| Equipe \| Tempo \| \| \| ------------------------ \| ------------------------ \| ------------------------------ \| ------------------------ \| ------------------------ \| \| 1. \| Odd Christian Eiking \| Wanty-Groupe Gobert \| 3h54m44s \| \| \| 2. \| Quinten Hermans \| Telenet-Fidea Lions \| + 6s \| \| \| 3. \| Lorrenzo Manzin \| Vital Concept \| + 6s \| \| \| 4. \| Jens Adams \| Pauwels Sauzen-Vastgoedservice \| + 6s \| \| \| 5. \| Jhonatan Narváez \| Quick-Step Floors \| + 6s \| \| \| 6. \| Pieter Serry \| Quick-Step Floors \| + 6s \| \| \| 7. \| Michel Kreder \| Aqua Blue Sport \| + 6s \| \| \| 8. \| Tim Wellens \| Lotto-Soudal \| + 6s \| \| \| 9. \| Romain Le Roux \| Fortuneo-Samsic \| + 6s \| \| \| 10. \| Nick van der Lijke \| Roompot-Nederlandse Loterij \| + 6s \| \| |                      |                                |          |
| |                      |                                |          |
| Fonte: ProCyclingStats |                      |                                |          |
| Classificação por etapas |                      |                                |          |
| Ciclista | Ciclista             | Equipe                         | Tempo    |
| 1. | Odd Christian Eiking | Wanty-Groupe Gobert            | 3h54m44s |
| 2. | Quinten Hermans      | Telenet-Fidea Lions            | + 6s     |
| 3. | Lorrenzo Manzin      | Vital Concept                  | + 6s     |
| 4. | Jens Adams           | Pauwels Sauzen-Vastgoedservice | + 6s     |
| 5. | Jhonatan Narváez     | Quick-Step Floors              | + 6s     |
| 6. | Pieter Serry         | Quick-Step Floors              | + 6s     |
| 7. | Michel Kreder        | Aqua Blue Sport                | + 6s     |
| 8. | Tim Wellens          | Lotto-Soudal                   | + 6s     |
| 9. | Romain Le Roux       | Fortuneo-Samsic                | + 6s     |
| 10. | Nick van der Lijke   | Roompot-Nederlandse Loterij    | + 6s     |

| \| Classificação geral \| Classificação geral \| Classificação geral \| Classificação geral \| Classificação geral \| \| Ciclista \| Ciclista \| Equipe \| Tempo \| \| \| ------------------- \| -------------------- \| ------------------- \| ------------------- \| ------------------- \| \| 1. \| Tim Wellens \| Lotto-Soudal \| 12h27m33s \| \| \| 2. \| Pieter Serry \| Quick-Step Floors \| + 4s \| \| \| 3. \| Quentin Pacher \| Vital Concept \| + 6s \| \| \| 4. \| Quinten Hermans \| Telenet-Fidea Lions \| + 7s \| \| \| 5. \| Viacheslav Kuznetsov \| Katusha-Alpecin \| + 10s \| \| \| 6. \| Jhonatan Narváez \| Quick-Step Floors \| + 10s \| \| \| 7. \| Frederik Backaert \| Wanty-Groupe Gobert \| + 10s \| \| \| 8. \| Fabio Aru \| UAE Team Emirates \| + 10s \| \| \| 9. \| Tiago Machado \| Katusha-Alpecin \| + 10s \| \| \| 10. \| James Knox \| Quick-Step Floors \| + 10s \| \| |                      |                     |           |
| |                      |                     |           |
| Fonte: ProCyclingStats |                      |                     |           |
| Classificação geral |                      |                     |           |
| Ciclista | Ciclista             | Equipe              | Tempo     |
| 1. | Tim Wellens          | Lotto-Soudal        | 12h27m33s |
| 2. | Pieter Serry         | Quick-Step Floors   | + 4s      |
| 3. | Quentin Pacher       | Vital Concept       | + 6s      |
| 4. | Quinten Hermans      | Telenet-Fidea Lions | + 7s      |
| 5. | Viacheslav Kuznetsov | Katusha-Alpecin     | + 10s     |
| 6. | Jhonatan Narváez     | Quick-Step Floors   | + 10s     |
| 7. | Frederik Backaert    | Wanty-Groupe Gobert | + 10s     |
| 8. | Fabio Aru            | UAE Team Emirates   | + 10s     |
| 9. | Tiago Machado        | Katusha-Alpecin     | + 10s     |
| 10. | James Knox           | Quick-Step Floors   | + 10s     |

### 4.ª etapa
| Bruxelas - Profondeville | etapa escarpada | (164,1 km) |

| \| Classificação por etapas \| Classificação por etapas \| Classificação por etapas \| Classificação por etapas \| Classificação por etapas \| \| Ciclista \| Ciclista \| Equipe \| Tempo \| \| \| ------------------------ \| ------------------------ \| --------------------------- \| ------------------------ \| ------------------------ \| \| 1. \| Quinten Hermans \| Telenet-Fidea Lions \| 3h46m58s \| \| \| 2. \| Lorrenzo Manzin \| Vital Concept \| + 0s \| \| \| 3. \| Romain Cardis \| Direct Énergie \| + 0s \| \| \| 4. \| Pieter Serry \| Quick-Step Floors \| + 0s \| \| \| 5. \| Edward Planckaert \| Sport Vlaanderen-Baloise \| + 0s \| \| \| 6. \| Huub Duyn \| Verandas Willems-Crelan \| + 0s \| \| \| 7. \| Nick van der Lijke \| Roompot-Nederlandse Loterij \| + 0s \| \| \| 8. \| Dorian Godon \| Cofidis, Solutions Crédits \| + 0s \| \| \| 9. \| Kevin Deltombe \| Sport Vlaanderen-Baloise \| + 0s \| \| \| 10. \| Floris Gerts \| Roompot-Nederlandse Loterij \| + 0s \| \| |                    |                             |          |
| |                    |                             |          |
| Fonte: ProCyclingStats |                    |                             |          |
| Classificação por etapas |                    |                             |          |
| Ciclista | Ciclista           | Equipe                      | Tempo    |
| 1. | Quinten Hermans    | Telenet-Fidea Lions         | 3h46m58s |
| 2. | Lorrenzo Manzin    | Vital Concept               | + 0s     |
| 3. | Romain Cardis      | Direct Énergie              | + 0s     |
| 4. | Pieter Serry       | Quick-Step Floors           | + 0s     |
| 5. | Edward Planckaert  | Sport Vlaanderen-Baloise    | + 0s     |
| 6. | Huub Duyn          | Verandas Willems-Crelan     | + 0s     |
| 7. | Nick van der Lijke | Roompot-Nederlandse Loterij | + 0s     |
| 8. | Dorian Godon       | Cofidis, Solutions Crédits  | + 0s     |
| 9. | Kevin Deltombe     | Sport Vlaanderen-Baloise    | + 0s     |
| 10. | Floris Gerts       | Roompot-Nederlandse Loterij | + 0s     |

| \| Classificação geral \| Classificação geral \| Classificação geral \| Classificação geral \| Classificação geral \| \| Ciclista \| Ciclista \| Equipe \| Tempo \| \| \| ------------------- \| -------------------- \| ------------------- \| ------------------- \| ------------------- \| \| 1. \| Quinten Hermans \| Telenet-Fidea Lions \| 16h14m28s \| \| \| 2. \| Tim Wellens \| Lotto-Soudal \| + 3s \| \| \| 3. \| Pieter Serry \| Quick-Step Floors \| + 7s \| \| \| 4. \| Quentin Pacher \| Vital Concept \| + 9s \| \| \| 5. \| Jhonatan Narváez \| Quick-Step Floors \| + 13s \| \| \| 6. \| Viacheslav Kuznetsov \| Katusha-Alpecin \| + 13s \| \| \| 7. \| Lorrenzo Manzin \| Vital Concept \| + 13s \| \| \| 8. \| Frederik Backaert \| Wanty-Groupe Gobert \| + 13s \| \| \| 9. \| Fabio Aru \| UAE Team Emirates \| + 13s \| \| \| 10. \| Tiago Machado \| Katusha-Alpecin \| + 13s \| \| |                      |                     |           |
| |                      |                     |           |
| Fonte: ProCyclingStats |                      |                     |           |
| Classificação geral |                      |                     |           |
| Ciclista | Ciclista             | Equipe              | Tempo     |
| 1. | Quinten Hermans      | Telenet-Fidea Lions | 16h14m28s |
| 2. | Tim Wellens          | Lotto-Soudal        | + 3s      |
| 3. | Pieter Serry         | Quick-Step Floors   | + 7s      |
| 4. | Quentin Pacher       | Vital Concept       | + 9s      |
| 5. | Jhonatan Narváez     | Quick-Step Floors   | + 13s     |
| 6. | Viacheslav Kuznetsov | Katusha-Alpecin     | + 13s     |
| 7. | Lorrenzo Manzin      | Vital Concept       | + 13s     |
| 8. | Frederik Backaert    | Wanty-Groupe Gobert | + 13s     |
| 9. | Fabio Aru            | UAE Team Emirates   | + 13s     |
| 10. | Tiago Machado        | Katusha-Alpecin     | + 13s     |

### 5.ª etapa
| Chièvres - Thuin | etapa escarpada | (185,1 km) |

| \| Classificação por etapas \| Classificação por etapas \| Classificação por etapas \| Classificação por etapas \| Classificação por etapas \| \| Ciclista \| Ciclista \| Equipe \| Tempo \| \| \| ------------------------ \| ------------------------ \| ---------------------------- \| ------------------------ \| ------------------------ \| \| 1. \| Jens Debusschere \| Lotto-Soudal \| 4h07m58s \| \| \| 2. \| Álvaro Hodeg \| Quick-Step Floors \| + 0s \| \| \| 3. \| Ryan Gibbons \| Dimension Data \| + 0s \| \| \| 4. \| Quinten Hermans \| Telenet-Fidea Lions \| + 0s \| \| \| 5. \| Bram Welten \| Fortuneo-Samsic \| + 0s \| \| \| 6. \| Edward Planckaert \| Sport Vlaanderen-Baloise \| + 0s \| \| \| 7. \| Hugo Hofstetter \| Cofidis, Solutions Crédits \| + 0s \| \| \| 8. \| Kenny Dehaes \| WB-Aqua Protect-Veranclassic \| + 0s \| \| \| 9. \| Daniel Hoelgaard \| Groupama-FDJ \| + 0s \| \| \| 10. \| Romain Cardis \| Direct Énergie \| + 0s \| \| |                   |                              |          |
| |                   |                              |          |
| Fonte: ProCyclingStats |                   |                              |          |
| Classificação por etapas |                   |                              |          |
| Ciclista | Ciclista          | Equipe                       | Tempo    |
| 1. | Jens Debusschere  | Lotto-Soudal                 | 4h07m58s |
| 2. | Álvaro Hodeg      | Quick-Step Floors            | + 0s     |
| 3. | Ryan Gibbons      | Dimension Data               | + 0s     |
| 4. | Quinten Hermans   | Telenet-Fidea Lions          | + 0s     |
| 5. | Bram Welten       | Fortuneo-Samsic              | + 0s     |
| 6. | Edward Planckaert | Sport Vlaanderen-Baloise     | + 0s     |
| 7. | Hugo Hofstetter   | Cofidis, Solutions Crédits   | + 0s     |
| 8. | Kenny Dehaes      | WB-Aqua Protect-Veranclassic | + 0s     |
| 9. | Daniel Hoelgaard  | Groupama-FDJ                 | + 0s     |
| 10. | Romain Cardis     | Direct Énergie               | + 0s     |

## Classificações finais
As classificações finalizaram da seguinte forma:

### Classificação geral
| \| Classificação geral \| Classificação geral \| Classificação geral \| Classificação geral \| Classificação geral \| \| Ciclista \| Ciclista \| Equipe \| Tempo \| \| \| ------------------- \| -------------------- \| ------------------- \| ------------------- \| ------------------- \| \| 1. \| Tim Wellens \| Lotto-Soudal \| 20h22m26s \| \| \| 2. \| Quinten Hermans \| Telenet-Fidea Lions \| + 0s \| \| \| 3. \| Pieter Serry \| Quick-Step Floors \| + 7s \| \| \| 4. \| Quentin Pacher \| Vital Concept \| + 9s \| \| \| 5. \| Jhonatan Narváez \| Quick-Step Floors \| + 11s \| \| \| 6. \| James Knox \| Quick-Step Floors \| + 12s \| \| \| 7. \| Viacheslav Kuznetsov \| Katusha-Alpecin \| + 13s \| \| \| 8. \| Lorrenzo Manzin \| Vital Concept \| + 13s \| \| \| 9. \| Frederik Backaert \| Wanty-Groupe Gobert \| + 13s \| \| \| 10. \| Fabio Aru \| UAE Team Emirates \| + 13s \| \| |                      |                     |           |
| |                      |                     |           |
| Fonte: ProCyclingStats |                      |                     |           |
| Classificação geral |                      |                     |           |
| Ciclista | Ciclista             | Equipe              | Tempo     |
| 1. | Tim Wellens          | Lotto-Soudal        | 20h22m26s |
| 2. | Quinten Hermans      | Telenet-Fidea Lions | + 0s      |
| 3. | Pieter Serry         | Quick-Step Floors   | + 7s      |
| 4. | Quentin Pacher       | Vital Concept       | + 9s      |
| 5. | Jhonatan Narváez     | Quick-Step Floors   | + 11s     |
| 6. | James Knox           | Quick-Step Floors   | + 12s     |
| 7. | Viacheslav Kuznetsov | Katusha-Alpecin     | + 13s     |
| 8. | Lorrenzo Manzin      | Vital Concept       | + 13s     |
| 9. | Frederik Backaert    | Wanty-Groupe Gobert | + 13s     |
| 10. | Fabio Aru            | UAE Team Emirates   | + 13s     |

### Classificação por pontos
| Classificação por pontos | Classificação por pontos | Classificação por pontos   | Classificação por pontos | Classificação por pontos |
| Ciclista                 | Ciclista                 | Equipe                     | Pontos                   |                          |
| ------------------------ | ------------------------ | -------------------------- | ------------------------ | ------------------------ |
| 1.                       | Quinten Hermans          | Telenet-Fidea Lions        | 55 pts                   |                          |
| 2.                       | Romain Cardis            | Direct Énergie             | 41 pts                   |                          |
| 3.                       | Pieter Serry             | Quick-Step Floors          | 36 pts                   |                          |
| 4.                       | Lorrenzo Manzin          | Vital Concept              | 35 pts                   |                          |
| 5.                       | Odd Christian Eiking     | Wanty-Groupe Gobert        | 33 pts                   |                          |
| 6.                       | Edward Planckaert        | Sport Vlaanderen-Baloise   | 29 pts                   |                          |
| 7.                       | Tim Wellens              | Lotto-Soudal               | 28 pts                   |                          |
| 8.                       | Jens Debusschere         | Lotto-Soudal               | 25 pts                   |                          |
| 9.                       | Michael Van Staeyen      | Cofidis, Solutions Crédits | 20 pts                   |                          |
| 10.                      | Álvaro Hodeg             | Quick-Step Floors          | 20 pts                   |                          |

### Classificação da montanha
| Classificação da montanha | Classificação da montanha | Classificação da montanha    | Classificação da montanha | Classificação da montanha |
| Ciclista                  | Ciclista                  | Equipe                       | Pontos                    |                           |
| ------------------------- | ------------------------- | ---------------------------- | ------------------------- | ------------------------- |
| 1.                        | Nicolas Cleppe            | Telenet-Fidea Lions          | 46 pts                    |                           |
| 2.                        | Tim Wellens               | Lotto-Soudal                 | 40 pts                    |                           |
| 3.                        | Alex Kirsch               | WB-Aqua Protect-Veranclassic | 34 pts                    |                           |
| 4.                        | Kasper Asgreen            | Quick-Step Floors            | 34 pts                    |                           |
| 5.                        | Thomas Sprengers          | Sport Vlaanderen-Baloise     | 24 pts                    |                           |
| 6.                        | Etienne van Empel         | Roompot-Nederlandse Loterij  | 22 pts                    |                           |
| 7.                        | Lars van der Haar         | Telenet-Fidea Lions          | 20 pts                    |                           |
| 8.                        | Jhonatan Narváez          | Quick-Step Floors            | 20 pts                    |                           |
| 9.                        | Quinten Hermans           | Telenet-Fidea Lions          | 18 pts                    |                           |
| 10.                       | James Knox                | Quick-Step Floors            | 18 pts                    |                           |

### Classificação das metas volantes
| Classificação por velocidade | Classificação por velocidade | Classificação por velocidade | Classificação por velocidade | Classificação por velocidade |
| Ciclista                     | Ciclista                     | Equipe                       | Pontos                       |                              |
| ---------------------------- | ---------------------------- | ---------------------------- | ---------------------------- | ---------------------------- |
| 1.                           | Edward Planckaert            | Sport Vlaanderen-Baloise     | 25 pts                       |                              |
| 2.                           | Kasper Asgreen               | Quick-Step Floors            | 15 pts                       |                              |
| 3.                           | Lionel Taminiaux             | AGO-Aqua Service             | 15 pts                       |                              |
| 4.                           | Alex Kirsch                  | WB-Aqua Protect-Veranclassic | 14 pts                       |                              |
| 5.                           | Quinten Hermans              | Telenet-Fidea Lions          | 11 pts                       |                              |
| 6.                           | Nicolas Cleppe               | Telenet-Fidea Lions          | 9 pts                        |                              |
| 7.                           | Jhonatan Restrepo            | Katusha-Alpecin              | 6 pts                        |                              |
| 8.                           | Tim Wellens                  | Lotto-Soudal                 | 5 pts                        |                              |
| 9.                           | Huub Duyn                    | Verandas Willems-Crelan      | 5 pts                        |                              |
| 10.                          | Jhonatan Narváez             | Quick-Step Floors            | 3 pts                        |                              |

### Classificação dos jovens
| Classificação dos jovens | Classificação dos jovens | Classificação dos jovens    | Classificação dos jovens | Classificação dos jovens |
| Ciclista                 | Ciclista                 | Equipe                      | Tempo                    |                          |
| ------------------------ | ------------------------ | --------------------------- | ------------------------ | ------------------------ |
| 1.                       | Quinten Hermans          | Telenet-Fidea Lions         | 20h22m26s                |                          |
| 2.                       | Jhonatan Narváez         | Quick-Step Floors           | + 11s                    |                          |
| 3.                       | James Knox               | Quick-Step Floors           | + 12s                    |                          |
| 4.                       | Valentin Madouas         | Groupama-FDJ                | + 23s                    |                          |
| 5.                       | Patrick Müller           | Vital Concept               | + 23s                    |                          |
| 6.                       | Edward Planckaert        | Sport Vlaanderen-Baloise    | + 53s                    |                          |
| 7.                       | Tom Wirtgen              | AGO-Aqua Service            | + 1m36s                  |                          |
| 8.                       | Edward Dunbar            | Aqua Blue Sport             | + 4m09s                  |                          |
| 9.                       | Aleksandr Riabushenko    | UAE Team Emirates           | + 6m21s                  |                          |
| 10.                      | Martijn Budding          | Roompot-Nederlandse Loterij | + 7m52s                  |                          |

### Classificação por equipas
| Classificação por equipes | Classificação por equipes   | Classificação por equipes | Classificação por equipes |
| Equipe                    | Equipe                      | Tempo                     |                           |
| ------------------------- | --------------------------- | ------------------------- | ------------------------- |
| 1.                        | Quick-Step Floors           | 61h07m57s                 |                           |
| 2.                        | Katusha-Alpecin             | + 10s                     |                           |
| 3.                        | Vital Concept               | + 20s                     |                           |
| 4.                        | Roompot-Nederlandse Loterij | + 30s                     |                           |
| 5.                        | Wanty-Groupe Gobert         | + 53s                     |                           |
| 6.                        | Sport Vlaanderen-Baloise    | + 1m58s                   |                           |
| 7.                        | Vérandas Willems-Crelan     | + 2m21s                   |                           |
| 8.                        | Dimension Data              | + 3m17s                   |                           |
| 9.                        | UAE Team Emirates           | + 4m06s                   |                           |
| 10.                       | Aqua Blue Sport             | + 5m05s                   |                           |

## Evolução das classificações
| Etapa                 | Vencedor              | Classificação geral | Classificação por pontos | Classificação da montanha | Classificação das metas volantes | Classificação dos jovens | Classificação por equipas  |
| --------------------- | --------------------- | ------------------- | ------------------------ | ------------------------- | -------------------------------- | ------------------------ | -------------------------- |
| 1.ª                   | Romain Cardis         | Romain Cardis       | Romain Cardis            | Quinten Hermans           | Lionel Taminiaux                 | Quinten Hermans          | Cofidis, Solutions Crédits |
| 2.ª                   | Tim Wellens           | Tim Wellens         | Tim Wellens              | Nicolas Cleppe            | Kasper Asgreen                   | Jhonatan Narváez         | Quick-Step Floors          |
| 3.ª                   | Odd Christian Eiking  | Tim Wellens         | Odd Christian Eiking     | Nicolas Cleppe            | Edward Planckaert                | Odd Christian Eiking     | Quick-Step Floors          |
| 4.ª                   | Quinten Hermans       | Quinten Hermans     | Quinten Hermans          | Nicolas Cleppe            | Edward Planckaert                | Quinten Hermans          | Quick-Step Floors          |
| 5.ª                   | Jens Debusschere      | Tim Wellens         | Quinten Hermans          | Nicolas Cleppe            | Edward Planckaert                | Quinten Hermans          | Quick-Step Floors          |
| Classificações finais | Classificações finais | Tim Wellens         | Quinten Hermans          | Nicolas Cleppe            | Edward Planckaert                | Quinten Hermans          | Quick-Step Floors          |

## UCI World Ranking
O Tour de Valônia outorga pontos para o UCI Europe Tour de 2018 e o UCI World Ranking, este último para corredores das equipas nas categorias UCI WorldTeam, Profissional Continental e Equipas Continentais. As seguintes tabelas mostram o barómetro de pontuação e os 10 corredores que obtiveram mais pontos:
| Posição             | 1.º | 2.º | 3.º | 4.º | 5.º | 6.º | 7.º | 8.º | 9.º | 10.º | 11.º | 12.º | 13.º | 14.º | 15.º | 16.º-30.º | 31.º-40.º |
| Classificação geral | 200 | 150 | 125 | 100 | 85  | 70  | 60  | 50  | 40  | 35   | 30   | 25   | 20   | 15   | 10   | 5         | 3         |
| Por etapa           | 20  | 10  | 5   |     |     |     |     |     |     |      |      |      |      |      |      |           |           |
| Líder               | 5   |     |     |     |     |     |     |     |     |      |      |      |      |      |      |           |           |

| Classificação | Classificação        | Classificação       | Classificação | Classificação | Classificação | Classificação |
| Posição       | Ciclista             | Equipa              | Geral         | Etapa         | Líder         | Total         |
| ------------- | -------------------- | ------------------- | ------------- | ------------- | ------------- | ------------- |
| 1.º           | Tim Wellens          | Lotto Soudal        | 200           | 20            | 10            | 230           |
| 2.º           | Quentin Hermans      | Telenet Fidea Lions | 150           | 30            | 5             | 185           |
| 3.º           | Pieter Serry         | Quick-Step Floors   | 125           | 10            | -             | 135           |
| 4.º           | Quentin Pacher       | Vital Concept       | 100           | 5             | -             | 105           |
| 5.º           | Jhonatan Narváez     | Quick-Step Floors   | 85            | -             | -             | 85            |
| 6.º           | James Knox           | Quick-Step Floors   | 70            | -             | -             | 70            |
| 7.º           | Lorrenzo Manzin      | Vital Concept       | 50            | 15            | -             | 65            |
| 8.º           | Viacheslav Kuznetsov | Katusha-Alpecin     | 60            | -             | -             | 60            |
| 9.º           | Frederik Backaert    | Wanty-Groupe Gobert | 40            | -             | -             | 40            |
| 10.º          | Fabio Aru            | UAE Emirates        | 35            | -             | -             | 35            |